# غار دریوار
غار دریوار مربوط به عصر مس و سنگ - مفرغ است و در شهرستان دالاهو، بخش مرکزی، دهستان بیونیج، روستای آسیاب تنوره واقع شده و این اثر در تاریخ ۲۷ اسفند ۱۳۸۶ با شمارهٔ ثبت ۲۲۴۶۴ به‌عنوان یکی از آثار ملی ایران به ثبت رسیده است.